# Serra do Voturuna
A Serra do Voturuna ou Boturuna é uma serra localizada nos municípios de Santana do Parnaíba e Pirapora do Bom Jesus, no estado de São Paulo, no Brasil. Seu ponto culminante é o morro do Voturuna, também chamado de morro Negro, no município de Pirapora do Bom Jesus, com 1 217 metros de altitude. Também fazem parte, da serra, o morro do Voturana e a cachoeira do Voturuna.

## Etimologia
"Voturuna" é derivado da língua geral meridional, e significa "montanha escura" (votura, "montanha" + una, "escura"). "Voturana" também é derivado da língua geral meridional e significa "falso morro" (votura, "morro" + rana, "falso").